# Рожков, Игорь Анатольевич
Игорь Анатольевич Рожков (род. 3 февраля 1956, Ставрополь) — российский политический деятель, депутат Государственной Думы ФС РФ пятого созыва (2007—2011). В списке форбс в рубрике «власть и деньги. рейтинг доходов чиновников» за 2011 год занимал 36 строчку.

## Биография
Родился в Ставрополе. Закончил Ростовский-на-Дону институт инженеров железнодорожного транспорта.
Приватизировал полимерный завод, один из крупнейших в РФ производителей напорных труб из полиэтилена для изоляции трубопроводов.
Акционер треста «Севкавтрансстрой». Миллионер, владелец заводов. Президент ООО «Гефест-Ростов» (г. Ростов-на-Дону).

### Депутат Государственной думы
В 1993 и в 1997 годах пытался избраться в Госдуму, но потерпел фиаско.
Баллотировался в Государственную думу 5 созыва от ЛДПР (являясь при этом беспартийным) в 2007 году. Был первым номером в Региональной группе № 5, Республика Саха (Якутия), Камчатский край, Амурская область, Магаданская область, Чукотский автономный округ. Избран, вошел в состав комитета ГД по транспорту, был зампредом комитета.
Был спонсором партии, в Госдуме никак себя не проявил, в дальнейшем из политики ушел.